# Lincoln Township (comté de Holt, Missouri)
Lincoln Township est un ancien township du comté de Holt dans le Missouri, aux États-Unis,.